# Charles Swickard
Pour les articles homonymes, voir Swickard.
Charles Swickard est un réalisateur américain né le 21 mars 1861 dans le royaume de Prusse et mort le 12 mai 1929 à Fresno (Californie) à l'âge de 68 ans. Il est le frère de Josef Swickard.

## Filmographie partielle

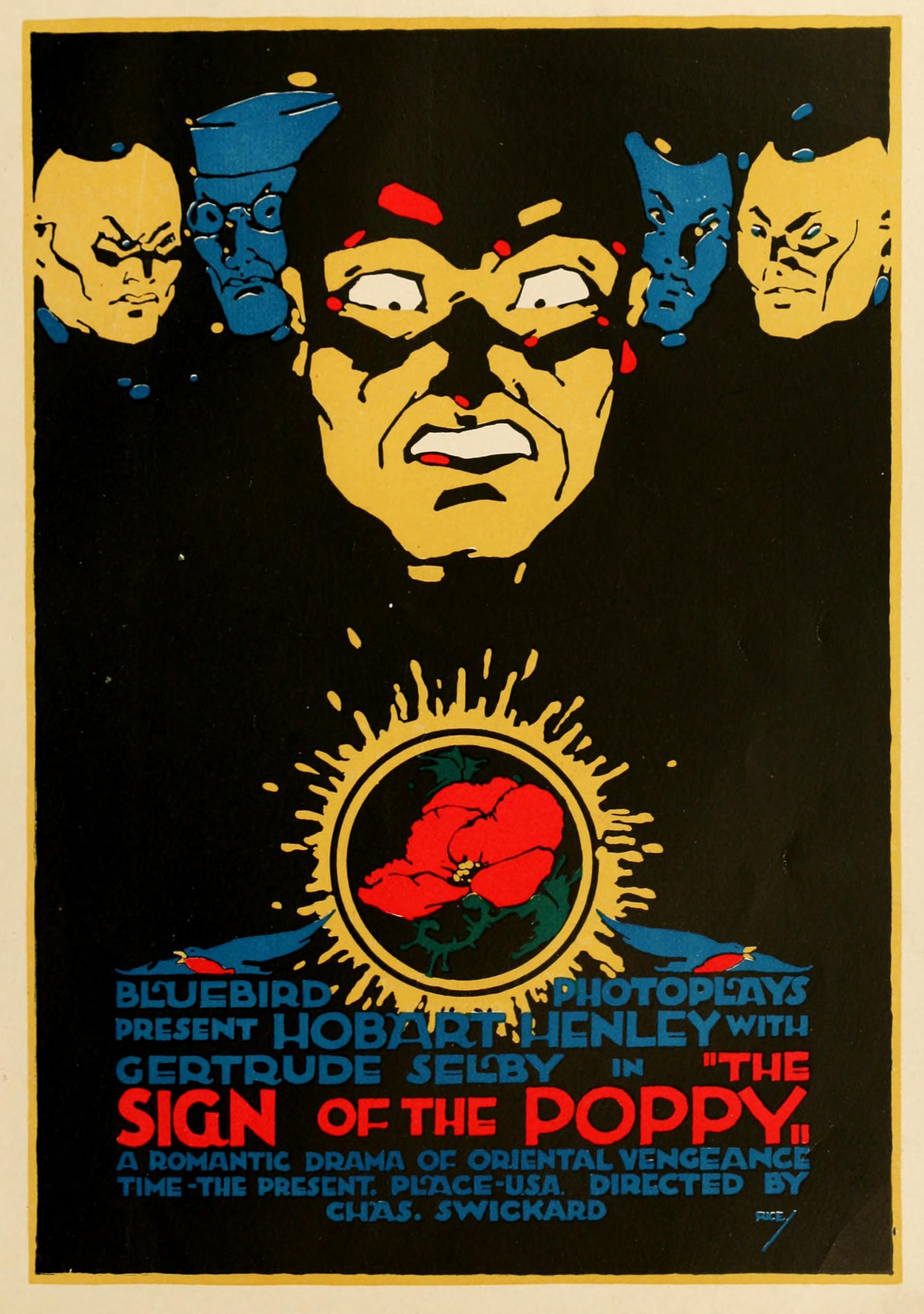
Affiche de Burton Rice pour The Sign of the Poppy avec Hobart Henley.

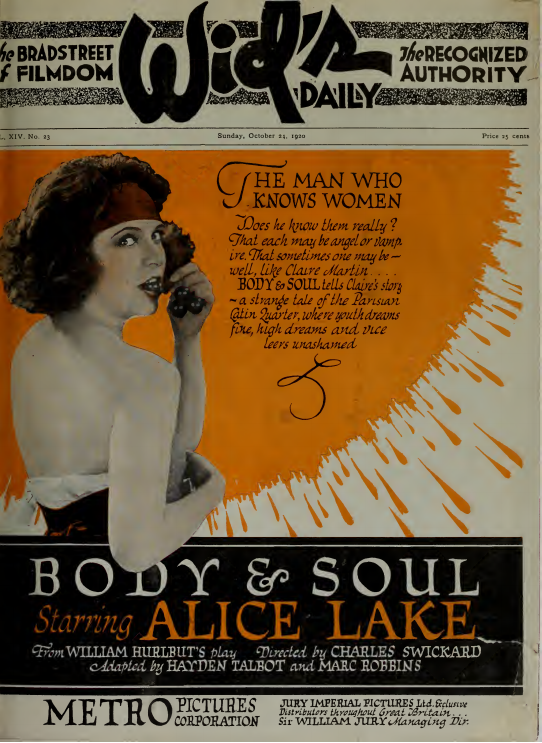
Annonce pour Body and Soul avec Alice Lake (1920) en couverture de Wid's.

- 1915 : Aloha Oe coréalisé avec Richard Stanton
- 1916 : Mixed Blood
- 1916 : The Sign of the Poppy
- 1919 : L'Affaire Buckley (Almost Married)
- 1920 : Prince d'Orient (An Arabian Knight)
- 1920 : Jusqu'à la mort (Li Ting Lang)
- 1920 : The Last Straw coréalisé avec Denison Clift
- 1920 : Body and Soul
- 1920 : The Devil's Claim